# Reingers
Reingers là một thị trấn ở huyện Gmünd trong bang Niederösterreich, ở nước Áo. Đô thị này có diện tích 24,92 km², dân số năm 2001 là 719 người.